# Cantó de L'Arbresle
El cantó de L'Arbresle (en francès canton de L'Arbresle) és una divisió administrativa francesa del departament del Roine, situat a les districtes de Lió i de Villefranche-sur-Saône. Té 26 municipis i el cap és L'Arbresle.

## Municipis
- Bessenay
- Bibost
- Brullioles
- Brussieu
- Chambost-Longessaigne
- Chevinay
- Courzieu
- Éveux
- Fleurieux-sur-l'Arbresle
- Haute-Rivoire
- L'Arbresle
- Les Halles
- Longessaigne
- Montromant
- Montrottier
- Sain-Bel
- Saint-Clément-les-Places
- Sainte-Foy-l'Argentière
- Saint-Genis-l'Argentière
- Saint-Julien-sur-Bibost
- Saint-Laurent-de-Chamousset
- Saint-Pierre-la-Palud
- Savigny
- Sourcieux-les-Mines
- Souzy
- Villechenève

## Consellers generals i departamentals
| Data d'elecció                           | Identitat        | Partit                     | Qualitat |
| ---------------------------------------- | ---------------- | -------------------------- | -------- |
| 1945-1961                                | Henri Jandard    | PRL, després divers droite |          |
| 1961-1979                                | Gustave Levrat   | CD, després CNIP           |          |
| 1979-2004                                | Albert Rollet    | UDF                        |          |
| 2004-2015                                | François Baraduc | centrista                  |          |
| les dades anteriors no són pas conegudes |                  |                            |          |

| Data d'elecció | Identitat        | Partit | Qualitat |
| -------------- | ---------------- | ------ | -------- |
| 2015-          | Bernard Chaverot | PRG    |          |
| 2015-          | Sheila Mc Carron | PS     |          |